# 第15師団 (日本軍)

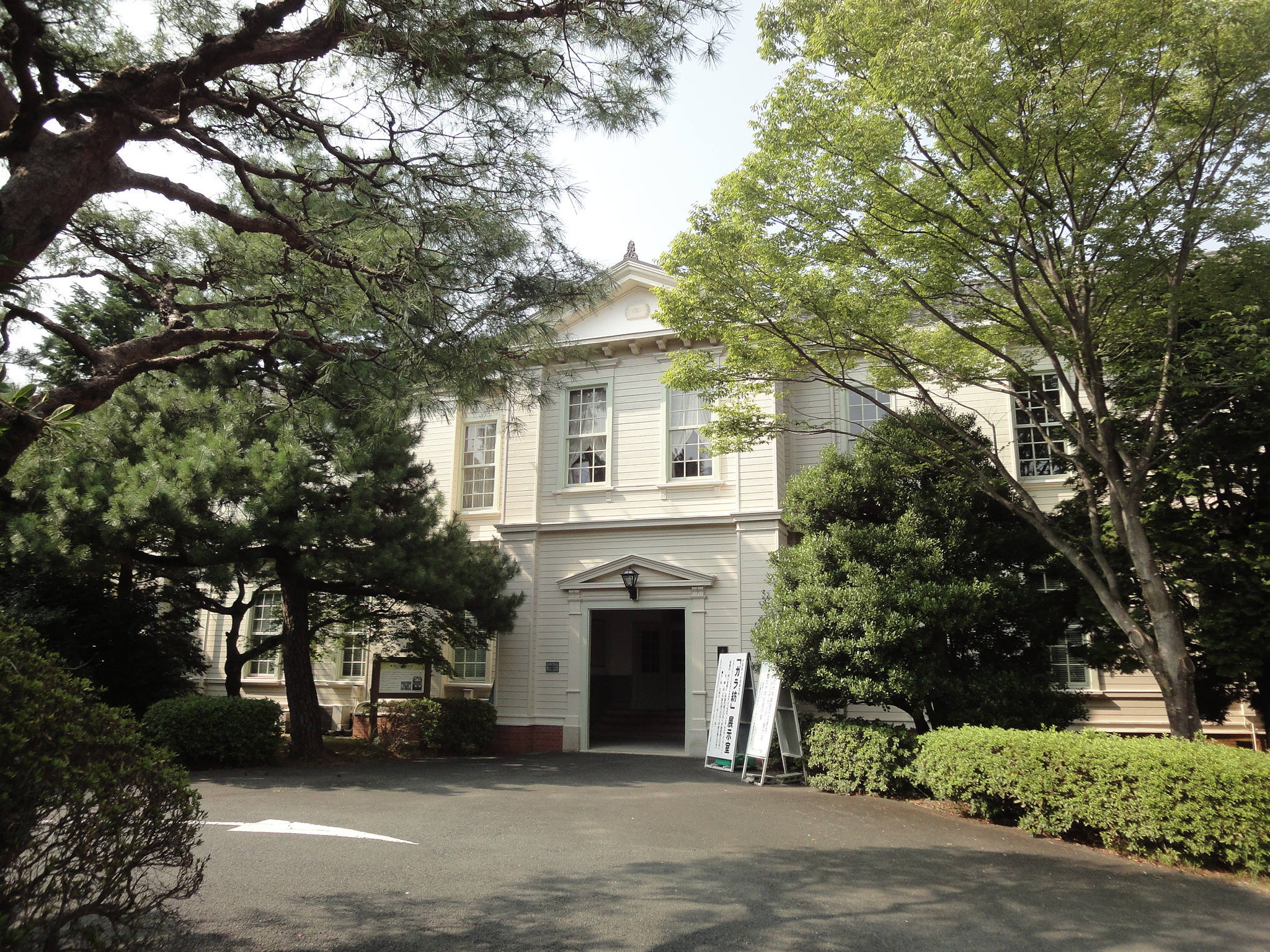
司令部庁舎
（現・愛知大学記念館）

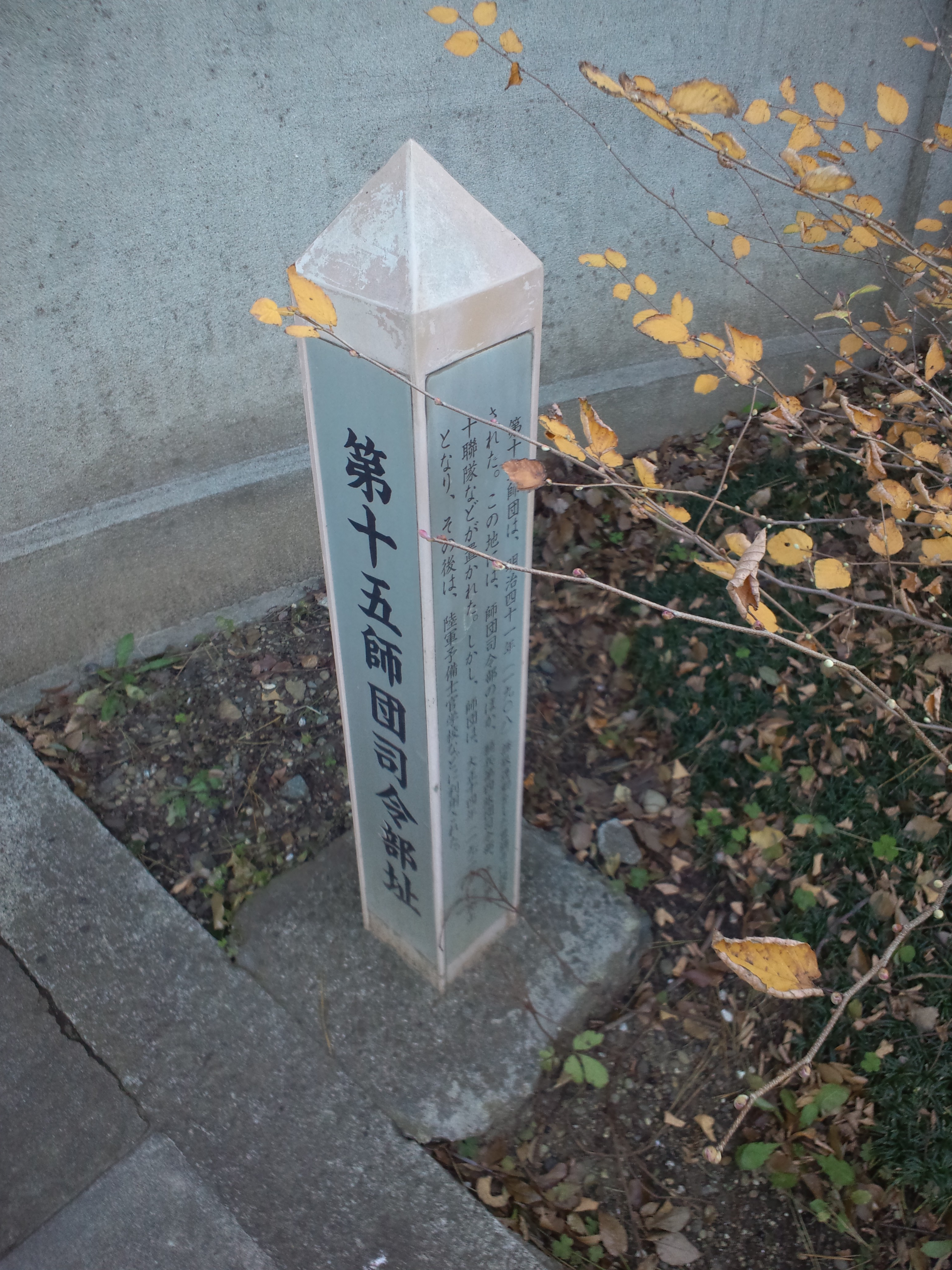
第十五師団司令部址（愛知大学豊橋キャンパス）

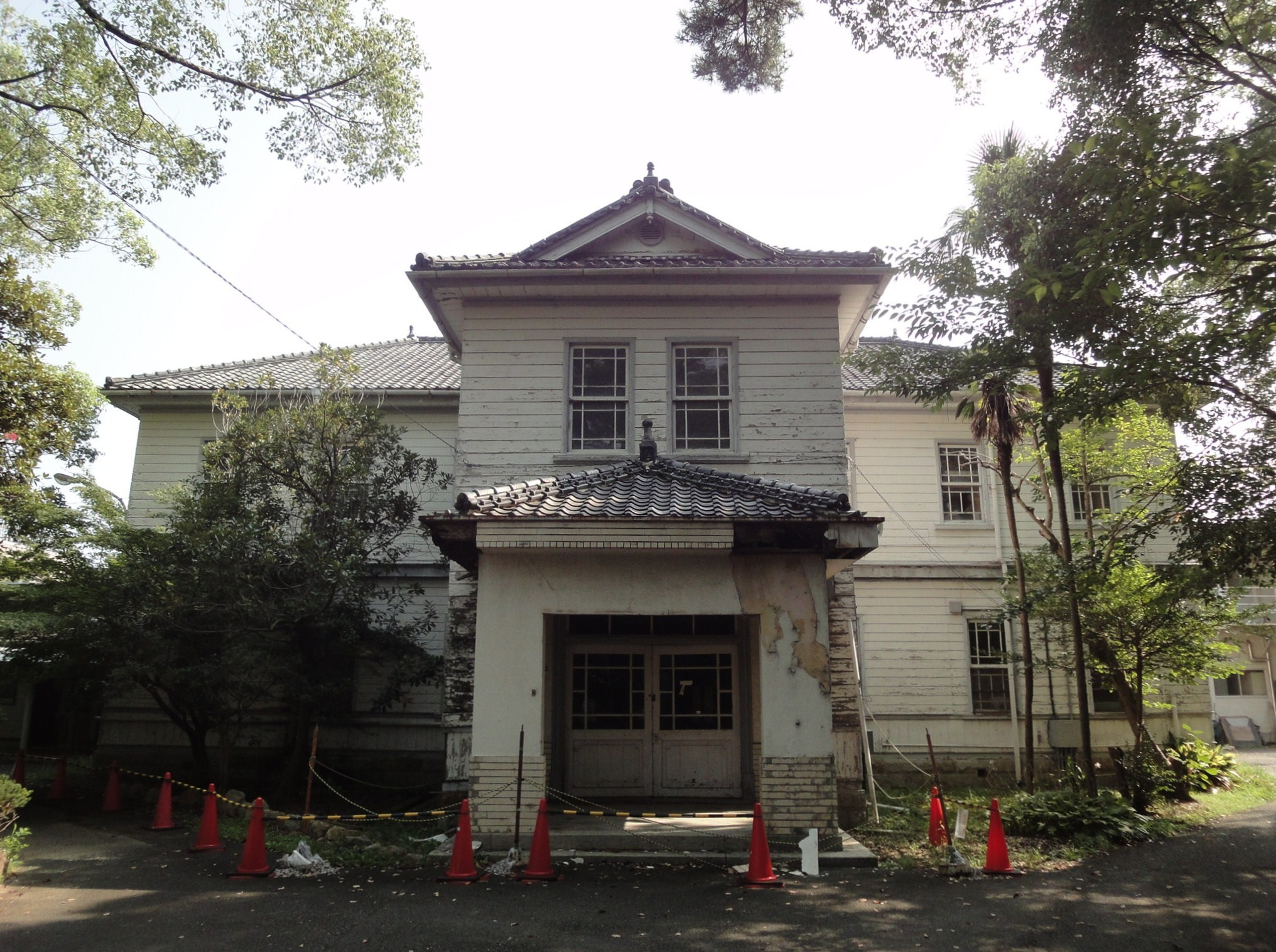
偕行社庁舎
戦後、愛知大学短期大学部本館として使用されたが、老朽化に伴い、2011年に取り壊された。

第15師団（だいじゅうごしだん）は、大日本帝国陸軍の師団の一つ。日露戦争中の1905年（明治38年）と、日中戦争勃発後の1938年（昭和13年）に編成された。

## 第一次編成
日露戦争で日本は従来の師団総てを動員した為、本土駐留師団がなくなる事態となった。そこで第15師団を含む4個師団が創設された。
第15師団は1905年（明治38年）4月1日に愛知県豊橋市で編成され、日露戦争後講和条約で認められた朝鮮半島の警備に従事する。1907年3月28日、輜重兵第15大隊を除き師団は千葉県千葉郡習志野に移転し、輜重兵第15大隊は同月24日に東京市牛込区の陸軍戸山学校構内に移転した。1908年11月14日、師団司令部は愛知県渥美郡高師村に移転し、同月16日から事務を開始。
1913年（大正2年）11月13日から17日、名古屋市周辺で行われた陸軍特別大演習に東軍として参加した。
1918年8月14日、兵器部が師団司令部内に移転し事務を開始。その後、1925年（大正14年）に加藤高明内閣で行われた所謂「宇垣軍縮」によって4個師団の廃止が決まり、第15師団も第13・第17・第18師団と共に廃止された。
第一次編成の第15師団の跡地に近衛篤麿らの東亜同文会が設立した東亜同文書院大学の後裔愛知大学（愛知県豊橋市町畑町）がある。

### 歴代師団長
- 沖原光孚 中将：1905年（明治38年）7月17日 - 1906年（明治39年）7月6日
- 平佐良蔵 中将：1906年（明治39年）7月6日 - 1907年（明治40年）1月28日
- 中村覚 中将：1907年（明治40年）1月28日 - 1908年（明治41年）12月29日
- 内山小二郎 中将：1909年（明治42年）1月14日 - 1912年（大正元年）11月27日
- 井口省吾 中将：1912年（大正元年）11月27日 - 1915年（大正4年）1月25日
- 由比光衛 中将：1915年（大正4年）1月25日 - 1917年（大正6年）8月6日
- 久邇宮邦彦王 中将：1917年（大正6年）8月6日 - 1918年（大正7年）8月9日
- 尾野実信 中将：1918年（大正7年）8月9日 - 1919年（大正8年）11月25日
- 市川堅太郎 中将：1919年（大正8年）11月25日 - 1922年（大正11年）8月15日
- 田中国重 中将：1922年（大正11年）8月15日 - 1925年（大正14年）5月1日（廃止）

### 歴代参謀長
- 飯田左門 歩兵大佐：1905年（明治38年）7月17日[6] - 1907年10月22日[7]
- 白井二郎 歩兵中佐：1907年（明治40年）10月22日 - 1909年4月1日[8]
- 伊藤瀬平 歩兵大佐：1909年（明治42年）4月1日 - 1910年11月30日[8]
- 町田経宇 歩兵大佐：1910年（明治43年）11月30日 - 1912年3月5日[9]
- 鈴木朝資 歩兵大佐：1912年（明治45年）3月5日 - 1913年8月31日[10]
- 朝久野勘十郎 歩兵大佐：1913年（大正2年）8月31日 - 1914年8月10日[11]
- 三原辰次 歩兵大佐：1914年（大正3年）8月10日 - 1916年8月18日[11]
- 山田軍太郎 歩兵大佐：1916年（大正5年）8月18日 - 1918年10月3日[12]
- 馬場儀雄 歩兵大佐：1918年（大正7年）10月3日 - 1922年8月15日[13]
- 野田久吉 歩兵大佐：1922年（大正11年）8月15日 - 1923年8月6日[14]
- 守房太郎 歩兵大佐：1923年（大正12年）8月6日 - 1924年12月15日[15]
- 久木村十郎次 歩兵大佐：1924年（大正13年）12月15日 - 1925年（大正14年）5月1日[16]

### 最終所属部隊
- 歩兵第17旅団 （豊橋）
  - 歩兵第18連隊（豊橋）
  - 歩兵第60連隊（豊橋）
- 歩兵第29旅団（静岡）
  - 歩兵第34連隊（静岡）
  - 歩兵第67連隊（浜松）
- 騎兵第4旅団 （豊橋）
  - 騎兵第19連隊（豊橋）
  - 騎兵第25連隊（豊橋）
  - 騎兵第26連隊（豊橋）
- 野戦重砲兵1旅団（三島）
  - 野戦重砲兵第2連隊（三島）
  - 野戦重砲兵第3連隊（三島）
  - 野砲兵第21連隊（豊橋）
- 工兵第15大隊（豊橋）
- 輜重兵第15大隊（豊橋）

## 第二次編成
日中戦争が起こると1925年（大正14年）に廃止された師団番号を利用し復活した。これを第二次編成と呼ぶ。
そもそもは、第26師団に引き続き1938年（昭和13年）4月に、第15・第17・第21・第22・第23の5コ師団が編成された。これら5コ師団は、年々劣勢になる関東軍の対ソ戦力差を埋める方策として、満州部隊任務を前後半に分離し、常設師団を前線に専念させる為、後方守備担当を目的に編成された歩兵三個連隊編制の警備師団である。その為、編成装備は特設師団に準ずる次等とされた。
第15師団は留守第3師団の編成担任であったが、充員不足の為、第1師管（東京）と第16師管（京都）も編成を分担した。
1
前年の昭和12年に、母体の第3師団が上海において多大な損害を受けており、その充員に苦労しており、動員計画のあった特設師団の第15師団を編成できないほどの状態だった。（同じ理由で、第105師団（第5師管・広島）、第111師団（第11師管・善通寺）も動員計画の特設師団を編成できなかった）
当初この5コ師団は第21から第25が予定され、留守第3師団の担当師団番号は第24が与えられていたが、軍備計画の一部変更があり、第3師団の特設師団が編成されていなかった事もあり、新編成師団番号が前詰めになり空き番号の第15の師団番号が与えられた。
編成後の補充担任は留守第16師団とされた。
この新編成の5コ警備師団は、関東軍に配備される前に中国での戦力大幅増強集中による一撃撃滅への短期投入戦力の一部と企図され、丁度訓練不足であるのを短期実戦で行ったのち、関東軍に早期に配備される見通しだった。満州北部のハイラルに駐屯していた騎兵集団を中国戦線に転用される事が決定した為、第23師団だけ直接満州へ派遣された。その後、中国への投入された第15師団含むの4コ師団は、戦線が膠着したため抜けられなくなり、ついに本来の編成目的である満洲に行くことは無かった。
そのまま中国大陸の日本占領地の警備や討伐作戦に従事。
1940年（昭和15年）7月10日に制定された「兵団文字符」では第15師団は「祭兵団」と呼称したが、これは王城鎮護の加茂神社の祭礼「葵祭」に由来して命名された。

### 歴史
- 1938年（昭和13年）
  - 4月4日：『軍令陸甲第二十一號』により留守第16師団（京都）に第15師団の編成下令。
  - 7月4日：中支那派遣下令。[注釈 2]。
  - 8月　 ：上海に上陸。南京警備を担当。
  - 9月　 ：武漢作戦に参加。
- 1939年（昭和14年）
  - 7月　　：ノモンハン事件のため、隷下歩兵連隊より抽出した 集成速射砲隊を派遣。
  - 9月23日：第13軍戦闘序列に編入。
  - 10月　：関東軍派遣の速射砲隊が、火砲を関東軍に引き継ぎ帰還。
- 1940年（昭和15年）
  - 2月15日：郎渓溧陽作戦 参加。
  - 4月20日：春季皖南作戦 参加。
  - 5月3日：宣城作戦 参加。
  - 6月19日、両溧作戦 参加。
  - 7月13日：編成改正。[注釈 3]
    - 師団捜索隊 復帰。
      - 所属の装甲車中隊を基幹に第15師団戦車隊を編成。
      - 所属の騎兵中隊は各歩兵連隊に1コ小隊づつ分配。[注釈 4]

    - 師団衛生隊・第1野戦病院・第2野戦病院 復帰。
      - 統合し、師団野戦病院 を編成。

  - 9月26日：秋季磨盤山作戦 参加。
- 1941年（昭和16年）
  - 2月11日：蘇北作戦 参加。
  - 3月　　：大湖西作戦、斐湖南方作戦 参加。
  - 4月12日～5月23日：浙東作戦 参加。
  - 5月22日：第15師団戦車隊を復帰。その装甲車を充当して歩兵団装甲車中隊を編成。[注釈 5]
  - 6月25日：野砲兵第21連隊は編成改正により2コ大隊編成になる。[注釈 6]
  - 8月24日：皖江作戦 参加。
  - 10月11日：宣北作戦 参加。
  - 11月20日：金壇南方作戦 参加。
  - 12月8日：太平洋戦争開戦。現状任務を継続。
  - 12月　 ：第二次長沙作戦に参加。

- 1942年（昭和17年）
  - 5月1日～9月30日：浙贛作戦 参加。
  - 5月28日：師団長 酒井直次中将が地雷で戦死。
- 1943年（昭和18年）
  - 4月6日：第15師団の南方派遣が決定し、編成改正下令。[注釈 7]
    - 進出にあたり、他兵団より隷属移転で戦力増強。[注釈 8]
      - 野砲兵第34連隊[注釈 9]の九一式十糎榴弾砲を抽出[注釈 10]し、野砲兵第21連隊に編入。3コ大隊編制に改編。
      - 第40師団第2野戦病院 。師団第2野戦病院とする。

  - 4月　　：南京より列車輸送で上海へ移動。
  - 6月　　：ビルマの第15軍に編入。
  - 7月～　：
    - 上海より海上輸送で仏印 サイゴン上陸。[注釈 11]
    - 南方軍（寺内寿一大将）命令により、バンコクに前進し戦略上、泰緬連接鉄道以外の自動車道路の必要性からチェンマイ-トングー間の道路改修工事に従事を命じられる。

  - 8月17日：歩兵団司令部を南西第2守備隊司令部に転用。同時に第15歩兵団装甲車中隊も南西第2守備隊戦車隊に転用。[注釈 12]
  - 9月～  ：
    - プノンペンを経てタイ・バンコクへ。
      - 鉄道輸送能力の不足からプノンペンで、1～2ヵ月の滞留。
      - 戦局の悪化に伴い不穏な動きを見せるタイ国の警備に留め置かれる。
      - 道路改修工事に従事により、更にビルマ進出が遅れることになる。

  - 12月中旬：インパール作戦の準備を急ぐ第15軍（牟田口廉也 中将）の催促により、師団は道路構築の任を解かれビルマ前進を行う。

- 1944年（昭和19年）
  - 2月15日～末：
    - インパール作戦準備のため、チンドウィン河東数kmのレウに集結。[注釈 13]
    - 輓馬編成から駄馬編成に改編。[注釈 14]
      - 95式野砲・91式十榴を残置し、31式山砲を装備。

  - 3月15日：チンドウィン川を渡河、インパール作戦に参加。
  - 4月 　　：インパール数十kmまで接近する。
  - 6月10日：作戦中に山内師団長更迭。
  - 7月3日：インパール目前で作戦中止決定。撤退命令が下る。[注釈 15]
  - 12月末 ：イラワジ川まで撤退。

- 1945年（昭和20年）
  - 1月 　　：イラワジ会戦。[注釈 16]
  - 5月 　　：タイに撤退命令を受け後退。
  - 8月15日：タイで終戦を迎える。
  - 8月30日：軍旗決別遥拝式が挙行され、軍旗が奉焼される。
  - 9月2日B：武装解除。
- 1946年（昭和21年）6～7月：部隊別に、鹿児島・浦賀 等で復員。

### 歴代師団長
- 岩松義雄 中将：1938年（昭和13年）7月15日 - 1940年（昭和15年）3月9日
- 渡辺右文 中将：1940年（昭和15年）3月9日 - 1940年（昭和15年）5月28日
- 熊谷敬一 中将：1940年（昭和15年）5月28日 - 1941年（昭和16年）8月20日
- 酒井直次 中将：1941年（昭和16年）8月20日 - 1942年（昭和17年）5月28日（戦死）
- 山内正文 中将：1942年（昭和17年）6月2日 - 1944年（昭和19年）6月10日
- 柴田夘一 中将：1944年（昭和19年）6月10日 - 1945年（昭和20年）2月30日
- （心得）山本清衛 少将：1945年（昭和20年）2月30日
- 山本清衛 中将：1945年（昭和20年）3月1日 - 1945年（昭和20年）7月25日
- 渡左近 中将：1945年（昭和20年）7月25日 - 終戦

### 歴代参謀長
- 三国直福 砲兵大佐：1938年（昭和13年）7月15日 - 1939年8月1日[17]
- 大野武城 歩兵中佐：1939年（昭和14年）8月1日- 1940年9月9日[18]
- 川久保鎮馬 大佐：1940年（昭和15年）9月9日 - 1943年3月11日[19]
- 岡田菊三郎 大佐：1943年（昭和18年）3月11日 - 1944年10月5日[20]
- 鈴木善康 大佐：1944年（昭和19年）10月5日[21] - 1945年月日不詳
- 林正直 大佐：1945年（昭和20年）1月25日 - 1945年6月8日[22]
- 佐孝俊幸 大佐：1945年（昭和20年）6月8日 - 終戦[23]

### 最終司令部構成
- 参謀長：佐孝俊幸大佐
  - 参謀：今岡久夫中佐
  - 参謀：山中雅太少佐
  - 参謀：菅野周男少佐
- 高級副官：北村将臣少佐
- 兵器部長：檜垣克雄中佐
- 経理部長：坂田輝一主計大佐
- 軍医部長：岸本春栄軍医大佐
- 獣医部長：坂田清獣医中佐

### 最終所属部隊
- 歩兵第51連隊（京都）：上田孝中佐
- 歩兵第60連隊（京都）：北部邦雄大佐
- 歩兵第67連隊（敦賀）：瀧口一郎大佐
- 野砲兵第21連隊：藤岡勇大佐
- 工兵第15連隊：千葉磨少佐
- 輜重兵第15連隊：小川義弘中佐
- 第15師団通信隊：福永哲郎少佐
- 第15師団兵器勤務隊：石井孝晴大尉
- 第15師団衛生隊：古北光太郎少佐
- 第15師団第1野戦病院：弘中忠男少佐
- 第15師団第2野戦病院：網谷郁少佐
- 第15師団病馬廠：瀬川忠直大尉